# Mysidia minerva
Mysidia minerva är en insektsart som beskrevs av Broomfield 1985. Mysidia minerva ingår i släktet Mysidia och familjen Derbidae. Inga underarter finns listade i Catalogue of Life.